# Glacier de la Cascade
Le glacier de la Cascade est un glacier suspendu, dans les Pyrénées. Il est situé dans le massif du Mont-Perdu au cœur du cirque de Gavarnie, sur le versant nord de la frontière franco-espagnole, dans le département français des Hautes-Pyrénées en Occitanie.

## Géographie
Le glacier s'accroche sur la face ouest du pic du Marboré.
Il surplombe la cascade de Gavarnie que ses eaux de fonte contribuent à alimenter (gave de Gavarnie).

## Histoire
Au petit âge glaciaire, ce glacier s'étendait sur 0,25 km2 et s'étalait sur une longueur de 800 mètres.
Au début des années 1940, le glacier se scinde en deux parties au niveau d'un seuil rocheux. La partie inférieure se transforme alors peu à peu en glacier résiduel.
En 2000, le glacier ne représentait plus que 0,05 km2 (0,03 km2 pour la partie supérieure, 0,02 km2 pour la partie inférieure).
Au cours des années 2010, la partie inférieure disparaît, de même que les crevasses du fragment supérieur.
En 2020, le glacier de la Cascade est un glacier résiduel de 0,03 km2. Du fait de la perte de sa dynamique de mouvement, les débris rocheux tendent à couvrir ses restes de plus en plus.